# ヤクハン製薬
ヤクハン製薬株式会社（Yakuhan Pharmaceutical. Co., LTD.）は、北海道北広島市（広島町第2工業団地）に本社を置く、製薬会社である。

## 主力製品
- 殺菌消毒剤
- 医療用医薬品
- 健康食品[1]

## 沿革
- 1947年（昭和22年）12月、札幌市中央区南4条西6丁目(すすきの)で北海道医薬品販売株式会社として設立。
- 1958年（昭和33年）12月、社名を薬販株式会社に変更。
- 1965年（昭和40年）12月、札幌市西区発寒(旧琴似町発寒)に本社工場を開設。
- 1972年（昭和47年）04月、現社名のヤクハン製薬株式会社に変更。
- 1978年（昭和53年）09月、適正製造基準（英語版）に伴い、本社・工場を現在地に移転。
- 2012年（平成24年）03月、日医工と業務・資本提携開始。
- 2013年（平成25年）03月、日医工の完全子会社となる。
- 2023年（令和5年）08月1日、日医工が全株式を名古屋市に本社を置き、当社と同じく北広島市に工場を持つ中北薬品に売却、当社は中北薬品の完全子会社となる[2]。